# سقسین
سَقسین نام شهری در شرق دریای خزر بوده‌است. این شهر در قرون وسطی رونق گرفت و از قرن یازدهم تا سیزدهم میلادی وجود داشت. جایگاه شهر در دلتای ولگا (آستراخان امروزی) یا در منطقه پایین‌تری از ولگا واقع شده بود و در دوران پیش از مغول به عنوان «سقسین و بلغار» شناخته می‌شد. گرچه در برخی منابع از آن‌ها به عنوان مسیحیان ساکسون و نرماندی نام برده شده ولی احتمالاً ترک و مسلمان بودند.
سقسین و بلغار با طبرستان در تجارت بوده‌اند و شهر آمل که از راه دریایی با سقسین ارتباط داشت، بازار کالاهای سقسینی و بلغاری بود.